# Minto (Alaska)
Pour les articles homonymes, voir Minto.
Minto est une localité d'Alaska aux États-Unis appartenant à la Région de recensement de Yukon-Koyukuk. Sa population était estimée à 258 habitants en 2000.

## Situation
Minto est située à l'extrémité de la Minto Spur Road qui rejoint la Elliott Highway au kilomètre 177.
Son nom est la prononciation anglicisée du mot Menh Ti, qui signifiait en athabaskan parmi les lacs. Après plusieurs inondations, le village a été déplacé en 1969 à son emplacement actuel. L'ancien village est connu sous le nom de Old Minto.
Le village est situé sur une falaise surplombant la Tolovana River qui se répartit en plusieurs lacs dans la partie basse de son cours.

## Histoire
Minto est la partie la plus occidentale du territoire traditionnel athabaskan. À la fin du XIXe siècle, quelques membres des tribus nomades des Athabaskans de Tanana allèrent vers Tanana, Rampart et Fort Yukon pour vendre des fourrures et les échanger contre des produits alimentaires, et autres fournitures. Après la découverte d'or aux environs de Fairbanks, en 1902, des bateaux à vapeur commencèrent à naviguer sur la rivière Tanana, apportant des vivres et objets manufacturés aux habitants de la région. Old Minto, qui était situé sur les rives de la rivière, devint un comptoir permanent, et des chalets s'y construisirent. D'autres familles nomades venaient aussi y habiter durant la saison. Une école fut ouverte en 1937, bien que peu de familles vivent à Old Minto tout au long de l'année jusqu'en 1950.
Minto fut déplacée en 1969, l'érosion et les nombreuses inondations ne permettant plus l'habitation permanente sur le site. Le village actuel est à 65 kilomètres au nord de l'ancien emplacement. Le site actuel a été utilisé comme camp d'hiver jusqu'au début du XXe siècle. Actuellement, une nouvelle école a été ouverte dès 1971 ainsi qu'une clinique et le village est habité en permanence essentiellement par les descendants des Atabaskans. La langue parlée par les habitants est un des 11 dialectes athabaskan.

## Démographie
| 1970 | 1980 | 1990 | 2000 | 2010 | - |
| ---- | ---- | ---- | ---- | ---- | - |
| 168  | 153  | 218  | 258  | 210  | - |